# Ernle Chatfield, 1:e baron Chatfield
Alfred Ernle Montacute Chatfield, 1:e baron Chatfield, född 27 september 1873, död 15 november 1967, var en brittisk amiral. Han var First Sea Lord och chef över Royal Navy 1933-1938 samt försvarsminister 1939-1940. Hans far var amiral Alfred John Chatfield. 